# Buena vida (Delivery)
 (mai 2023).
Pour plus de détails, voir Fiche technique et Distribution.
Buena vida (Delivery) est un film franco-néerlando-argentin réalisé par Leonardo Di Cesare, sorti en 2004.

## Synopsis
Buenos Aires. Hernán est chauffeur-livreur d'une pizzeria en faillite. Ses parents vivent en Espagne. Il se sent bien seul dans son grand appartement. Il se propose d'héberger la belle Patricia (Pato), employée dans une station-service et dont il est secrètement amoureux. Malheureusement pour lui, c'est bientôt la famille de celle-ci qu'il lui faut aussi accueillir... 

## Fiche technique
- Titre français : Buena vida (Delivery)
- Réalisation : Leonardo Di Cesare
- Scénario : Leonardo Di Cesare et Hans Garrino
- Photographie : Leandro Martínez - Couleur
- Musique : Pablo Della Miggiora
- Montage : Liliana Nadal
- Direction artistique : Graciela Fraguglia
- Costumes : Julio Suárez
- Production : La Normanda Producciones, Incaa, Tu vas voir - Sabina Sigler, Edgard Tenenbaum, L. Di Cesare
- Pays d'origine :  Argentine -  Pays-Bas -  France
- Dates de sortie : 
  - Argentine : 12 août 2004
  - France : 2 mars 2005

## Distribution
- Ignacio Toselli : Hernán
- Mariana Anghileri : Pato
- Oscar Núñez (es) : Venancio
- Alicia Palmes : Elvira
- Sofia da Silva : Luli
- Ariel Staltari : Beto

## Distinctions
- Prix du meilleur film au Festival international du film de Mar del Plata en 2004[1].